# Tristan Duché
Tristan Mathieu Duché est un homme politique français né le 21 février 1804 à Sury-le-Comtal (Loire) et décédé le 10 septembre 1865 à Londres (Royaume-Uni).

## Biographie
Régent au collège de Villefranche, puis à Roanne, il quitte l'enseignement pour devenir avocat à Saint-Étienne. Il est député de la Loire de 1849 à 1851, siégeant au groupe d'extrême gauche de la Montagne. Banni après le coup d’État du 2 décembre 1851, il meurt en exil à Londres.

## Sources
- « Tristan Duché », dans Adolphe Robert et Gaston Cougny, Dictionnaire des parlementaires français, Edgar Bourloton, 1889-1891 [détail de l’édition]